# لانگلی (ویکتوریا)
لانگلی (به انگلیسی: Longlea) یک منطقهٔ مسکونی در استرالیا است که در ویکتوریا (استرالیا) واقع شده است.